# Bureschias tuberosus
Bureschias tuberosus är en stekelart som först beskrevs av Berthoumieu 1896.  Bureschias tuberosus ingår i släktet Bureschias och familjen brokparasitsteklar. Inga underarter finns listade.